# Kaloula
Kaloula és un gènere de granotes de la família Microhylidae.

## Taxonomia
- Kaloula assamensis
- Kaloula baleata
- Kaloula borealis
- Kaloula conjuncta
- Kaloula kokacii
- Kaloula mediolineata
- Kaloula picta
- Kaloula pulchra
- Kaloula rigida
- Kaloula rugifera
- Kaloula taprobanica
- Kaloula verrucosa
- Kaloula walteri